# Parsac
Parsac község Franciaország Új-Aquitania régiójában, Creuse megyében. Új községként 2025. január 1-jén jött létre a korábbi Blaudeix és Parsac-Rimondeix községek egyesítésével. Az egyesüléskor az új község lélekszáma 825 fő lett.
Előzőleg, 2016. január 1-jén a korábbi Parsac és Rimondeix községek egyesültek, így jött létre akkor Parsac-Rimondeix község.
Lakosainak száma 823 fő (2022. január 1.). Parsac Clugnat, Cressat, Domeyrot, Gouzon, Jarnages, La Celle-sous-Gouzon, Ladapeyre és Saint-Dizier-la-Tour községekkel határos.

## Népesség
A település népességének változása:

| 2021 | 819 |
| 2022 | 823 |